# التيطري
التيطري هي سلسلة جبال في شمال الجزائر. تبلغ ذروتها بديرة (1485 م).
وتمتد بين ولايات المدية والبويرة وعين الدفلى وهو يعتبر جنوب منطقة الأطلس التلي من تلك الجهة إذ يتموضع في الحدود الشمالية لمنطقة الهضاب العليا فهو يفصل بين منطقة التل ومنطقة الهضاب.

## التسمية
"تيتيري" هو اسم جغرافي أمازيغي. ويبدو أنها مكونة من "Tiṭ" (عين، مصدر) و"Itri" (نجمة).

## القمم
- القمم الرئيسية هي ديرة (1485م) والكاف الأخضر (1416 م) وكاف آفول(1400 م)وقرن العذاورة(1423 م)وقمة طاقينة 1500م وقمة تمزقيدة 1604م

## البيئة
الجبل على حد سواء هو ملجأ للحيوانات والنباتات، وله منابع مياه عديدة، وتثلج عليه الثلوج شتاء.